# Beniardá (kommunhuvudort)
Beniardá är en kommunhuvudort i Spanien.   Den ligger i provinsen Provincia de Alicante och regionen Valencia, i den östra delen av landet, 400 km sydost om huvudstaden Madrid. Beniardá ligger 468 meter över havet och antalet invånare är 186.
Terrängen runt Beniardá är kuperad norrut, men söderut är den bergig. Beniardá ligger nere i en dal.Runt Beniardá är det ganska tätbefolkat, med 120 invånare per kvadratkilometer. Närmaste större samhälle är Benidorm, 17,8 km söder om Beniardá. 